# Masiphya manteophaga
Masiphya manteophaga là một loài ruồi trong họ Tachinidae.